# Boeing
Boeing er en amerikansk producent af flyvemaskiner til såvel den civile som den militære sektor. Firmaets måske mest kendte produkt er Boeing 747, populært kaldet jumbojet.

## Historie
Firmaet blev grundlagt i Seattle, USA af William E. Boeing den 15. juli 1916 sammen med George Conrad Westervelt og fik navnet B&W efter deres initialer. Senere blev navnet ændret til Pacific Aero Products, og i 1917 blev det til Boeing Airplane Company. William E. Boeing havde afgangseksamen fra Yale Universitetet og havde tidligere tjent mange penge i træindustrien. Her erhvervede han sig viden om træstrukturer, som han senere omsatte til design og fabrikation af flyvemaskiner.
I 1930'erne konstruerede Boeing verdens største passagerfly Boeing 314 Clipper med plads til 90 passagerer om dagen og 40 om natten. Det blev udviklet i samarbejde med flyselskabet Pan American World Airways og blev anvendt til internationale langdistanceruter. Det var også en flyvebåd, dvs. det kunne lette og lande på vandet.
Under 2. verdenskrig byggede firmaet militærfly og er især kendt for sine bombefly. Produktionen steg og steg til et tal på omkring 350 fly om måneden af typer som B-17 Flying Fortress og B-29 Superfortress. Det var et fly af sidstnævnte type, der bombede Hiroshima og Nagasaki i Japan med kernevåben og dermed var med til at afslutte verdenskrigen.
70.000 mennesker blev arbejdsløse efter krigens afslutning, og selskabet forsøgte at finde nye veje, især inden for den militære flyproduktion. Det var dog først i midten af 1950'erne, at ny teknologi gav mulighed for helt nye flyprodukter. Bl.a. kom Boeing 707 – et 4-motorers jetfly – i 1958 og blev en vældig succes til langdistanceflyvninger. Kort tid senere kom et andet guldæg, Boeing 727, med 3 motorer, der blev meget populær inden for amerikansk indenrigstrafik. Efterfølgeren hertil – Boeing 737 – havde blot 2 motorer og blev det mest solgte passagerfly i firmaets historie. Det produceres og sælges den dag i dag.
Det var dog i 1968, at selskabets nyeste fly, jumbojetten Boeing 747, så dagens lys og siden har fløjet verden tynd. Boeing var i vanskeligheder i starten af 1970'erne på grund af svigtende ordretilgange, så det var en stor satsning, der lykkedes. Jumboen har plads til 450 passagerer, hvilket var et enormt spring fra forgængerne. Sideløbende blev der udviklet andre typer, bl.a. Boeing 757, 767 og 777, også kendt som triple seven.
Siden da var Boeing i mange år næsten enerådende i verden, hvad angår produktion af civile fly. Dog lykkedes det ikke at skabe en pendant til det europæiske overlydsfly Concorde. Vi skal helt op i slutningen af 1990'erne, før Boeing får konkurrence fra europæiske Airbus Industrie. 
I 1998 købte Boeing McDonnell Douglas Aircraft og overtog derfor rettighederne til alle Mcdonnell Douglas' fly. Den opdaterede MD-95 (videreudvikling af McDonnell Douglas' populære MD-80 serie) fik navneforandring til Boeing 717, men produktionen stoppede i 2006 efter kun 156 eksemplarer. Modellen lå simpelthen for tæt op ad Boeings egen 737, og konkurrerede derfor om det samme marked. Den tre-motorede MD-11 fortsatte i produktion i en periode, men kun i fragtudgaven.

## Boeing i dag
Boeings store salgstal kommer for nuværende fra den evigt populære 737-serie. De sidste år er den blevet forlænget til at kunne rumme flere passagerer og medbringe mere brændstof, så den er en reel konkurrent på de længere ruter. Som modsvar til Airbus' nye motorer til ærkerivalen A320, har Boeing annonceret, at de også vil tilbyde en optimeret udgave med mere økonomiske motorer, kaldet 737 Max.
Til det interkontinentale marked tilbyder Boeing deres 777 og til dels 767 og 747, de sidste har dog haft væsentligt færre kunder de sidste år på grund af udviklingen af deres kommende afløsere.
Sidste skud på stammen i den kamp er Boeing 787, der er beregnet til at afløse især Boeing 767. Den er bygget af avancerede kompositmaterialer, og tilbyder et betydeligt reduceret brændstofforbrug i forhold til tilsvarende nuværende typer. Det avancerede design har dog også medført mange forhindringer i udviklingen, og har gjort at leveringsdatoen løbende er blevet rykket fra oprindeligt 2008 til september 2011, hvor det første eksemplar endelig blev leveret til Japan (All Nippon Airways).
Ved lanceringen af Airbus' absolutte flagskib A380, mente Boeing ikke, at fremtiden ville have behov for så store fly, og man ville derfor ikke begive sig ud i at designe noget tilsvarende. Det var tanken, at man fremover ville se et behov for point-to-point flyvninger med mindre fly, og ville derfor koncentrere sig mest om den nye 787. Dog har Boeing sidenhen lanceret en forlænget og fornyet udgave af det ellers hidtil største passagerfly, 747, med betegnelsen 747-8. Produceret i både passager- og fragtudgave, håber Boeing på at den alligevel kan kapre en del af det marked, A380'eren også sigter efter.
På den militære side vandt Boeing et stort slag over Airbus i kampen om det amerikanske luftvåbens nye tankfly. Airbus havde i første omgang vundet ordren med deres A330 Multi-role Tanker Transport. Beslutningen blev dog omstødt, og i anden omgang vandt Boeing ordren til trods for massive protester fra Airbus. Det fremtidige fly kommer til at hedde KC-46 og er baseret på B767-modellen, som derved får en forlænget produktionsperiode. Boeing har desuden fået stor succes med militære udgaver af 737-modellen, både som transportfly men også som maritimt patruljefly og radarfly.
I 2020 havde Airbus Industrie en højere omsætning end Boeing med 60,5 milliarder USD mod Boeings 56,97, hvilket gav Airbus andenpladsen i omsætning efter Lockheed Martin med 66,01 mia. USD og Boeing en fjerdeplads efter Raytheon Technologies med en omsætning på 60,48 mia. USD. Efter Boeing lå General Dynamics med 38,57 mia. USD.

## Fremtiden
Boeing vil uden tvivl også i fremtiden være i front med ny teknologi indenfor flybranchen og i militæret. Den stigende pris på brændstof gør, at kunderne konstant efterspørger mere økonomiske fly, og der arbejdes også på alternative brændstoffer, primært biobrændstof til fremtidens flymotorer.
Fremtidige koncepter indenfor civil flyvning inkluderer blandt andet et design med en "blended wing" hvor flykroppen og vingen går ud i ét. I den militære del er to faktorer afgørende i fremtiden: stealth-teknologi, som gør flyet usynligt for radar og andre sporingsapparater, og så ubemandede fly. Boeings Phantom Works afdeling er ansvarlig for at udvikle disse områder.

## Passagerfly i produktion
- Boeing 737
- Boeing 747 "Jumbojet"
- Boeing 767
- Boeing 777
- Boeing 787 Dreamliner

## Passagerfly ude af produktion
- Boeing 314 Clipper
- Boeing 707
- Boeing 720
- Boeing 717
- Boeing 727
- Boeing 757

Opr. McDonnell Douglas Corporation
- DC-9
- McDonnell Douglas DC-10
- McDonnell Douglas MD-11
- McDonnell Douglas MD-80
- McDonnell Douglas MD-90
- McDonnell Douglas MD-95

## Militærfly i produktion
- P-8 Poseidon (Boeing 737)
- C-32 (Boeing 757)
- C-40 (Boeing 737)
- CH-47 Chinook
- E-767 (Boeing 767)
- KC-767/KC-46

Opr. Hughes Aircraft Company
- AH-64 Apache

Opr. McDonnell Douglas Corporation
- C-17 Globemaster III
- AV-8B Harrier
- F-15 Eagle
- F-18 Hornet
- Super Hornet

Sammen med Bell Helicopter Textron
- V-22 Osprey

Sammen med Lockheed Martin Aeronautics
- F-22 Raptor

## Militærfly ude af produktion
- B-17 Flying Fortress
- B-29 Superfortress
- T-43 (Boeing 737)
- VC-25 (Air Force One)
- B-47 Stratojet
- B-52 Stratofortress
- CH-46 Sea Knight
- E-3 Sentry
- KC-135

Opr. McDonnell Douglas Corporation
- A-4 Skyhawk
- F-4 Phantom II
- KC-10

Opr. Rockwell International
- B-1 Lancer